# Noticiário satírico
Noticiário satírico é um estilo de humor apresentado em formato jornalístico, com notícias satíricas, fictícias ou exageradas. Em geral, uma notícia satírica explora algum aspecto de algum evento ou aspecto da realidade, exagerando-o para fins humorísticos ou mesmo para crítica. Em alguns casos, notícias satíricas são sutis e podem se passar por verdadeiras para alguns leitores.
O Brasil conta com diversas iniciativas do tipo. Na TV, destacam-se programas de notícias como Casseta & Planeta, Urgente!, Furo MTV, Sensacionalista e Greg News. Outros exemplos são sites como O Bairrista, que satiriza o sentimento regionalista gaúcho; O Sensacionalista, um jornal satírico brasileiro de escopo nacional; o G17; o The Piauí Herald, suplemento da Revista Piauí; o Jornal VDD; e o Diário Pernambucano, satirizador de assuntos de Pernambuco e de todo o país.
Em Portugal, existe um programa desse gênero na TV chamado Isto é Gozar com Quem Trabalha.
Uma importante referência do estilo no mundo é o The Onion, que produz sátiras bastante elaboradas a respeito da realidade norte-americana.